# Areopag

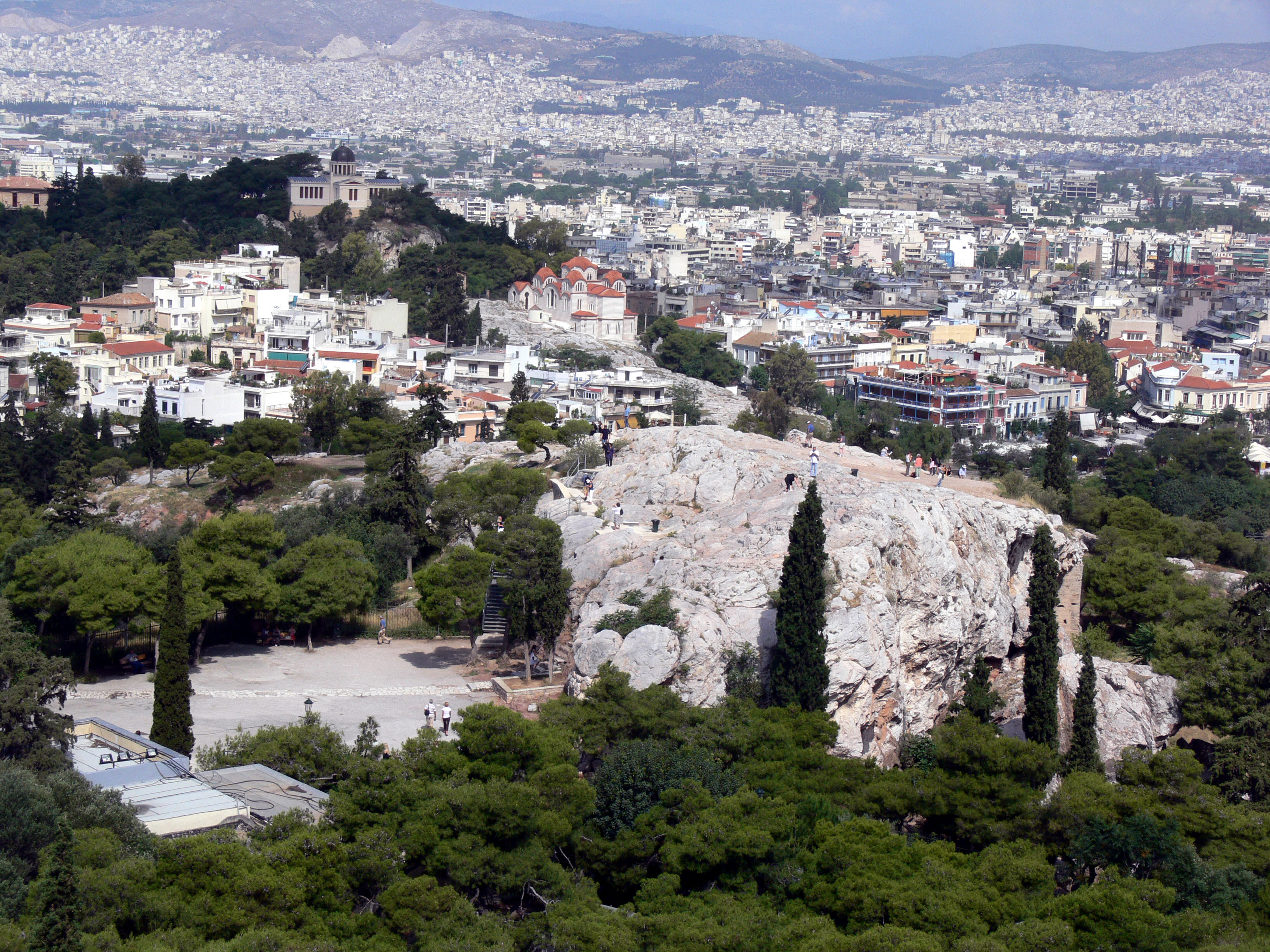
Dealul "Areopag" din Atena

Areopagul (gr.: Άρειος Πάγος) a fost organul și consiliul suprem de judecată și control în orașul stat Atena și regiunea Attica (sec. VII-V î.Hr.). În fiecare an erau aleși nouă magistrați numiți archoni (Gr. ἄρχων, pl. ἄρχοντες) care deveneau membri ai acestui consiliu după ce îndeplineau un an în serviciul statului. În interiorul Areopagului existau reprezentanți pentru fiecare din cele patru ginte care coabitau în această regiune.
Areopagul (din limba greacă: Ἄρειος πάγος = "Dealul lui Ares") din Atena antică și-a luat numele de la dealul cu înălțimea de 115 metri, situat nu departe de Acropolă, spre N-V, pe care își avea sediul. Dealul Areopagului a fost locul de întrunire a Consiliului Areopagului, forul de conducere al Atenei.
Tribunalul supraveghea exercitarea magistraturilor și judeca crimele grave însă nu exercita o putere foarte mare.
(Figurat, livresc) Adunare de savanți, de artiști de mare valoare, de mare competență.

## Legături externe
- Areopagul, 29 iunie 2012, Radu Alexandru, CrestinOrtodox.ro